# Senatori dell'Arkansas
L'Arkansas è entrato a far parte degli Stati Uniti d'America dal 15 giugno 1836 ed elegge senatori di classe 2 e 3. Gli attuali senatori sono i repubblicani John Boozman e Tom Cotton.

## Elenco

### Classe 2
| N.      | Foto    | Senatore              | Partito | Partito      | Carica            | Carica           | Congresso                                                                               | Mandati                              | Elezioni |
| N.      | Foto    | Senatore              | Partito | Partito      | Inizio            | Termine          | Congresso                                                                               | Mandati                              | Elezioni |
| ------- | ------- | --------------------- | ------- | ------------ | ----------------- | ---------------- | --------------------------------------------------------------------------------------- | ------------------------------------ | --- |
| 1       |         | William S. Fulton     |         | Democratico  | 18 settembre 1836 | 15 agosto 1844   | 24 · 25 · 26 · 27 · 28                                                                  | 1 1⁄2                                | 1836 · 1840 Deceduto                                                                                              |
| Vacante | Vacante | Vacante               | Vacante | Vacante      | 15 agosto 1844    | 8 novembre 1844  | 28                                                                                      |                                      | |
| 2       |         | Chester Ashley        |         | Democratico  | 8 novembre 1844   | 29 aprile 1848   | 29 · 30                                                                                 | 1⁄2                                  | Eletto per terminare il mandato di Fulton · 1846 Deceduto                                                         |
| Vacante | Vacante | Vacante               | Vacante | Vacante      | 29 aprile 1848    | 12 maggio 1848   | 30                                                                                      |                                      | |
| 3       |         | William K. Sebastian  |         | Democratico  | 12 maggio 1848    | 11 giugno 1861   | 31 · 32 · 33 · 34 · 35 · 36 · 37                                                        | 1 1⁄2                                | Nominato per continuare il mandato di Ashley · Eletto per continuare il mandato di Ashley · 1852 · 1858 · Espulso |
| Vacante | Vacante | Vacante               | Vacante | Vacante      | 11 giugno 1861    | 22 giugno 1868   | 37 · 38 · 39                                                                            | Guerra di Secessione e Ricostruzione | Guerra di Secessione e Ricostruzione                                                                              |
| 4       |         | Alexander McDonald    |         | Repubblicano | 22 giugno 1868    | 4 marzo 1871     | 40 · 41                                                                                 | 1⁄2                                  | Eletto per terminare il mandato vacante Perse la rielezione                                                       |
| 5       |         | Powell Clayton        |         | Repubblicano | 4 marzo 1871      | 3 marzo 1877     | 42 · 43 · 44                                                                            | 1                                    | 1870 |
| 6       |         | Augustus Garland      |         | Democratico  | 4 marzo 1877      | 6 marzo 1885     | 45 · 46 · 47 · 48 · 49                                                                  | 1 1⁄2                                | 1876 · 1882 Dimessosi per diventare Procuratore generale                                                          |
| Vacante | Vacante | Vacante               | Vacante | Vacante      | 6 marzo 1885      | 20 marzo 1885    | 49                                                                                      |                                      | |
| 7       |         | James H. Berry        |         | Democratico  | 20 marzo 1885     | 3 marzo 1907     | 50 · 51 · 52 · 53 · 54 · 55 · 56 · 57 · 58 · 59                                         | 3 1⁄2                                | Eletto per terminare il mandato di Garland · 1888 · 1894 · 1900 Perse la rielezione                               |
| 8       |         | Jeff Davis            |         | Democratico  | 4 marzo 1907      | 3 gennaio 1913   | 60 · 61 · 62                                                                            | 1⁄2                                  | 1906 Deceduto |
| Vacante | Vacante | Vacante               | Vacante | Vacante      | 3 gennaio 1913    | 6 gennaio 1913   | 62                                                                                      |                                      | |
| 9       |         | John N. Heiskell      |         | Democratico  | 6 gennaio 1913    | 29 gennaio 1913  | 62                                                                                      | 1⁄2                                  | Nominato per continuare il mandato di Davis                                                                       |
| 10      |         | William M. Kavanaugh  |         | Democratico  | 29 gennaio 1913   | 3 marzo 1913     | 62                                                                                      | 1⁄2                                  | Eletto per terminare il mandato di Davis Non ricandidatosi                                                        |
| 11      |         | Joseph T. Robinson    |         | Democratico  | 4 marzo 1913      | 14 luglio 1937   | 63 · 64 · 65 · 66 · 67 · 68 · 69 · 70 · 71 · 72 · 73 · 74 · 75                          | 4 1⁄2                                | 1912 · 1918 · 1924 · 1930 · 1936 Deceduto                                                                         |
| Vacante | Vacante | Vacante               | Vacante | Vacante      | 14 luglio 1937    | 15 novembre 1937 | 75                                                                                      |                                      | |
| 12      |         | John E. Miller        |         | Democratico  | 15 novembre 1937  | 31 marzo 1941    | 76 · 77                                                                                 | 1⁄2                                  | Eletto per terminare il mandato di Robinson Dimessosi per diventare giudice distrettuale                          |
| 13      |         | George L. Spencer     |         | Democratico  | 1º aprile 1941    | 3 gennaio 1943   | 77                                                                                      | 1⁄2                                  | Eletto per terminare il mandato di Miller Non ricandidatosi                                                       |
| 14      |         | John L. McClellan     |         | Democratico  | 3 gennaio 1943    | 28 novembre 1977 | 78 · 79 · 80 · 81 · 82 · 83 · 84 · 85 · 86 · 87 · 88 · 89 · 90 · 91 · 92 · 93 · 94 · 95 | 5 1⁄2                                | 1942 · 1948 · 1954 · 1960 · 1966 · 1972 Deceduto                                                                  |
| Vacante | Vacante | Vacante               | Vacante | Vacante      | 28 novembre 1977  | 10 dicembre 1977 | 95                                                                                      |                                      | |
| 15      |         | Kaneaster Hodges, Jr. |         | Democratico  | 10 dicembre 1977  | 3 gennaio 1979   | 95                                                                                      | 1⁄2                                  | Nominato per terminare il mandato di McClellan Non ricandidatosi                                                  |
| 16      |         | David H. Pryor        |         | Democratico  | 3 gennaio 1979    | 3 gennaio 1997   | 96 · 97 · 98 · 99 · 100 · 101 · 102 · 103 · 104                                         | 3                                    | 1978 · 1984 · 1990 Non ricandidatosi                                                                              |
| 17      |         | Tim Hutchinson        |         | Repubblicano | 3 gennaio 1997    | 3 gennaio 2003   | 105 · 106 · 107                                                                         |                                      | 1996 Perse la rielezione                                                                                          |
| 18      |         | Mark Pryor            |         | Democratico  | 3 gennaio 2003    | 3 gennaio 2015   | 108 · 109 · 110 · 111 · 112 · 113                                                       | 2                                    | 2002 · 2008 Perse la rielezione                                                                                   |
| 19      |         | Tom Cotton            |         | Repubblicano | 3 gennaio 2015    | in carica        | 114 · 115 · 116 · 117 · 118 · 119                                                       | 2                                    | 2014 · 2020 |

### Classe 3
| N.      | Foto    | Senatore             | Partito | Partito                     | Carica            | Carica           | Congresso                                                                | Mandati                              | Elezioni |
| N.      | Foto    | Senatore             | Partito | Partito                     | Inizio            | Termine          | Congresso                                                                | Mandati                              | Elezioni |
| ------- | ------- | -------------------- | ------- | --------------------------- | ----------------- | ---------------- | ------------------------------------------------------------------------ | ------------------------------------ | --- |
| 1       |         | Ambrose H. Sevier    |         | Jacksoniano poi Democratico | 18 settembre 1836 | 15 marzo 1848    | 24 · 25 · 26 · 27 · 28 · 29                                              | 2 1⁄2                                | 1836 · 1837 · 1843 Dimessosi |
| Vacante | Vacante | Vacante              | Vacante | Vacante                     | 15 marzo 1848     | 30 marzo 1848    | 30                                                                       |                                      | |
| 2       |         | Solon Borland        |         | Democratico                 | 30 marzo 1848     | 11 maggio 1853   | 30 · 31 · 32 · 33                                                        | 1⁄2                                  | Eletto per terminare il mandato di Sevier · 1848 Dimessosi                                                                             |
| Vacante | Vacante | Vacante              | Vacante | Vacante                     | 11 maggio 1853    | 6 luglio 1853    | 33                                                                       |                                      | |
| 3       |         | Robert W. Johnson    |         | Democratico                 | 6 luglio 1853     | 3 marzo 1861     | 33 · 34 · 35 · 36                                                        | 1 1⁄2                                | Nominato per continuare il mandato di Borland · Eletto per continuare il mandato di Borland · 185 Non ricandidatosi                    |
| 4       |         | Charles B. Mitchel   |         | Democratico                 | 3 marzo 1861      | 11 luglio 1861   | 37                                                                       | 1⁄2                                  | 1861 Espulso per aver sostenuto la Confederazione                                                                                      |
| Vacante | Vacante | Vacante              | Vacante | Vacante                     | 11 luglio 1861    | 23 giugno 1868   | 38 · 39 · 40                                                             | Guerra di Secessione e Ricostruzione | Guerra di Secessione e Ricostruzione                                                                                                   |
| 5       |         | Benjamin F. Rice     |         | Repubblicano                | 23 giugno 1868    | 3 marzo 1873     | 40 · 41 · 42                                                             | 1⁄2                                  | Eletto per terminare il periodo vacante                                                                                                |
| 6       |         | Stephen W. Dorsey    |         | Repubblicano                | 4 marzo 1873      | 3 marzo 1879     | 43 · 44 · 45                                                             | 1                                    | 1873 Non ricandidatosi |
| 7       |         | James D. Walker      |         | Democratico                 | 4 marzo 1879      | 3 marzo 1885     | 46 · 47 · 48                                                             | 1                                    | 1879 Non ricandidatosi |
| 8       |         | James K. Jones       |         | Democratico                 | 4 marzo 1885      | 3 marzo 1903     | 49 · 50 · 51 · 52 · 53 · 54 · 55 · 56 · 57                               | 3                                    | 1885 · 1891 · 1897 Perse la rielezione                                                                                                 |
| 9       |         | James P. Clarke      |         | Democratico                 | 4 marzo 1903      | 1º ottobre 1916  | 58 · 59 · 60 · 61 · 62 · 63 · 64                                         | 2 1⁄2                                | 1903 · 1909 · 1915 Deceduto |
| Vacante | Vacante | Vacante              | Vacante | Vacante                     | 1º ottobre 1916   | 8 novembre 1916  | 64                                                                       |                                      | |
| 10      |         | William F. Kirby     |         | Democratico                 | 8 novembre 1916   | 3 marzo 1921     | 65 · 66                                                                  | 1⁄2                                  | Eletto per terminare il mandato di Clarke · Non ottenne la ricandidatura                                                               |
| 11      |         | Thaddeus H. Caraway  |         | Democratico                 | 4 marzo 1921      | 6 novembre 1931  | 67 · 68 · 69 · 70 · 71 · 72                                              | 1 1⁄2                                | 1920 · 1926 Deceduto |
| Vacante | Vacante | Vacante              | Vacante | Vacante                     | 6 novembre 1931   | 13 novembre 1931 | 72                                                                       |                                      | |
| 12      |         | Hattie W. Caraway    |         | Democratico                 | 13 novembre 1931  | 3 gennaio 1945   | 72 · 73 · 74 · 75 · 76 · 77 · 78                                         | 2 1⁄2                                | Nominata per continuare il mandato del marito · Eletta per continuare il mandato del marito · 1932 · 1938 Non ottenne la ricandidatura |
| 13      |         | J. William Fulbright |         | Democratico                 | 3 gennaio 1945    | 31 dicembre 1974 | 79 · 80 · 81 · 82 · 83 · 84 · 85 · 86 · 87 · 88 · 89 · 90 · 91 · 92 · 93 | 4 1⁄2                                | 1944 · 1950 · 1956 · 1962 · 1968 Non ottenne la ricandidatura e si dimise                                                              |
| Vacante | Vacante | Vacante              | Vacante | Vacante                     | 31 dicembre 1974  | 3 gennaio 1975   | 93                                                                       |                                      | |
| 14      |         | Dale Bumpers         |         | Democratico                 | 3 gennaio 1975    | 3 gennaio 1999   | 94 · 95 · 96 · 97 · 98 · 99 · 100 · 101 · 102 · 103 · 104 · 105          | 4                                    | 1974 · 1980 · 1986 · 1992 Non ricandidatosi                                                                                            |
| 15      |         | Blanche Lincoln      |         | Democratico                 | 3 gennaio 1999    | 3 gennaio 2011   | 106 · 107 · 108 · 109 · 110 · 111                                        | 2                                    | 1998 · 2004 Perse la rielezione |
| 16      |         | John Boozman         |         | Repubblicano                | 3 gennaio 2011    | in carica        | 112 · 113 · 114 · 115 · 116 · 117 · 118 · 119 · 120                      | 3                                    | 2010 · 2016 · 2022 |